# Le Village près du ciel
Pour plus de détails, voir Fiche technique et Distribution.
Le Village près du ciel (titre original : Sie fanden eine Heimat) est un film helvéto-britannique réalisé par Leopold Lindtberg, sorti en 1953.

## Synopsis
Dans un village des Alpes suisse sont regroupés près de 200 enfants, tous orphelins de la Seconde Guerre mondiale, issu de plusieurs régions d’Europe.

## Fiche technique
- Titre : Le Village près du ciel
- Titre alternatif : Notre village
- Titre original : Sie fanden eine Heimat
- Réalisation : Leopold Lindtberg
- Scénario : Leopold Lindtberg, Kurt Früh, Elizabeth Montagu, Peter Viertel et David Wechsler d'après le roman de ce dernier
- Musique : Robert Blum
- Photographie : Emil Berna
- Pays d'origine :  Suisse |  Royaume-Uni
- Format : Noir et blanc - 1,37:1 - Mono
- Genre : Film dramatique
- Durée : 98 minutes
- Date de sortie : 1953

## Distribution
- John Justin : Alan Manning
- Eva Dahlbeck : Wanda Piwonska
- Sigfrit Steiner : Heinrich Meile
- Mary Hinton : Miss Worthington
- W. Woytecki : Dr. Stefan Zielinski
- Guido Lorraine : Mr. Karginski
- Maurice Régamey : Mr. Faure

## Distinctions
Le film a été présenté en sélection officielle en compétition au Festival de Cannes 1953.